# Haplochromis scheffersi
Haplochromis scheffersi är en fiskart som beskrevs av Snoeks, De Vos och Thys van den Audenaerde, 1987. Haplochromis scheffersi ingår i släktet Haplochromis och familjen Cichlidae. IUCN kategoriserar arten globalt som livskraftig. Inga underarter finns listade i Catalogue of Life.